# Bdelyrus pecki
Bdelyrus pecki är en skalbaggsart som beskrevs av Cook 1998. Bdelyrus pecki ingår i släktet Bdelyrus och familjen bladhorningar. Inga underarter finns listade.